# A védelmező 3.
A védelmező 3. (eredeti cím: The Equalizer 3) című  2023-ban bemutatott amerikai akcióthrillert Antoine Fuqua rendezte. A védelmező 2. folytatása, valamint A védelmező-filmsorozat harmadik és egyben utolsó része, amely a The Equalizer című televíziós sorozat alapján készült. A főbb szerepekben Denzel Washington, Dakota Fanning, David Denman, Sonia Ammar és Remo Girone látható.
Az Amerikai Egyesült Államokban 2023. szeptember 1-jén, Magyarországon 2023. augusztus 31-én mutatták be.

## Cselekmény
Robert McCall múltja elől Dél-Olaszországba költözik. Itt felfedezi, hogy az új barátainak életét a szicíliai maffia uralja. Robert ismét szabadon engedi múltbeli gyilkos énjét, megvédve barátait és ezzel háborút indítva a maffia ellen.

## Szereplők
| Szereplő         | Színész             | Magyar hang     |
| ---------------- | ------------------- | --------------- |
| Robert McCall    | Denzel Washington   | Kálid Artúr     |
| Emma Collins     | Dakota Fanning      | Kelemen Kata    |
| Gio Bonucci      | Eugenio Mastrandrea | L. Nagy Attila  |
| Frank Conroy     | David Denman        | Olt Tamás       |
| Chiara Bonucci   | Sonia Ben Ammar     | N/A             |
| Enzo Arisio      | Remo Girone         | Várkonyi András |
| Aminah           | Gaia Scodellaro     | Kanyó Kata      |
| Vincent Quaranta | Andrea Scarduzio    | Dévai Balázs    |
| Marco Quaranta   | Andrea Dodero       | Hám Bertalan    |
| Salvatore        | Salvatore Ruocco    | N/A             |

### Magyar változat
- Főcím: Orosz Gergely
- Magyar szöveg: Tóth Tamás
- Hangmérnök: Tóth Péter Ákos
- Vágó: Simkóné Varga Erzsébet
- Gyártásvezető: Gelencsér Adrienne
- Szinkronrendező: Nikodém Zsigmond
- Produkciós vezető: Hagen Péter

A szinkront a Mafilm Audio Kft. készítette.

## A film készítése
2018 augusztusában Antoine Fuqua bejelentette, hogy a filmsorozat folytatását tervezi. Szerette volna, ha a film nemzetközi környezetben játszódna.
2022 januárjában hivatalosan is megerősítették, hogy készül a harmadik film, amelyben Denzel Washington visszatér a főszerepben. 2022 júniusában Dakota Fanning csatlakozott a stábhoz. 2022 novemberére Sonia Ben Ammar, Andrea Dodero, Remo Girone, Eugenio Mastrandrea, Daniele Perrone, Andrea Scarduzio és Gaia Scodellaro is csatlakozott a szereplőgárdához.
A forgatás 2022. október 10-én kezdődött az olaszországi Amalfi-parton. A felvételek készítése november 20-ig tartott a környéken, majd december elején a stáb Nápolyba költözött, végül 2023 januárjában Rómában fejezték be a forgatást. Robert Richardson lett a projekt operatőre, miután korábban Fuquával együtt dolgozott az Emancipáció című filmen.

## Fordítás
- Ez a szócikk részben vagy egészben  a   The Equalizer 3 című angol Wikipédia-szócikk ezen változatának fordításán alapul.  Az eredeti cikk szerkesztőit annak laptörténete sorolja fel. Ez a jelzés csupán a megfogalmazás eredetét és a szerzői jogokat jelzi, nem szolgál a cikkben szereplő információk forrásmegjelöléseként.